# University Heights (Ohio)
University Heights és una ciutat dels Estats Units a l'estat d'Ohio. Segons el cens del 2000 tenia 14.146 habitants.

## Demografia
Segons el cens del 2000, University Heights tenia 14.146 habitants, 5.163 habitatges, i 3.319 famílies. La densitat de població era de 2.984,6 habitants/km².
Dels 5.163 habitatges en un 29,3% hi vivien nens de menys de 18 anys, en un 52,9% hi vivien parelles casades, en un 9,3% dones solteres, i en un 35,7% no eren unitats familiars. En el 29,9% dels habitatges hi vivien persones soles l'11,7% de les quals corresponia a persones de 65 anys o més que vivien soles. El nombre mitjà de persones vivint en cada habitatge era de 2,37 i el nombre mitjà de persones que vivien en cada família era de 2,99.
Per edats la població es repartia de la següent manera: un 20,8% tenia menys de 18 anys, un 18,9% entre 18 i 24, un 27,8% entre 25 i 44, un 19,1% de 45 a 60 i un 13,4% 65 anys o més.
L'edat mediana era de 32 anys. Per cada 100 dones de 18 o més anys hi havia 85,2 homes.
La renda mediana per habitatge era de 61.635 $ i la renda mediana per família de 75.424 $. Els homes tenien una renda mediana de 50.034 $ mentre que les dones 39.694 $. La renda per capita de la població era de 26.949 $. Aproximadament el 2,1% de les famílies i el 5,8% de la població estaven per davall del llindar de pobresa.

## Poblacions properes
El següent diagrama mostra les poblacions més properes.